# دشتستان
دشتستان (دستقان، دشتگان یا ایراهستان) ناحیه ساحلی گرمسیرات فارس که امروزه در میانه وسیعی از استان بوشهر می‌باشد.
این ناحیه منتهی به ساحل در زمان هخامنشی بخشی از ساتراپ پایتخت بوده و وجود کاخ‌ها، آتشدان‌ها و بقایای معماری این دوره در منطقه موید این مطلب است؛ و شهر ساحلی آن تااوکه بوده‌است. حدود ۹ بنای باستانی (کاخ بردک سیاه - کاخ سنگ سیاه - کاخ کوروش - گور دختر - تپه امامزاده شه نورالدین - تپه باغ میل - تل چهار کنار دونی - تل شهید - معدن سنگ تنگ گیر) از دوره هخامنشی در این ناحیه وجود دارد.
این ناحیه در دورهٔ ایران باستان «ایراهستان» به معنی «سرزمین ساحلی» می‌باشد. در دوران پادشاهی ساسانیان (قرن سوم تا هفتم میلادی) این منطقه جزء ناحیه یا استان «اردشیر خوره فارس» بوده‌است. در همین دوره نام فرعی این منطقه «دشتگان» بوده که بعدها در منابع تاریخی و جغرافیایی مسلمانان معرب آن یعنی «دستقان» به کار رفته‌است و از حدود قرن هشتم هجری عنوان دشتستان و بعضاً «گرمسیرات [فارس]» به این منطقه اطلاق گردیده است که تا اواخر صفویه اینگونه شناخته می‌شده‌است. بیش از ۷۰ اثر باستانی از دوره ساسانی در این ناحیه یافت شده‌است. شهر توز از شهرهای مهم ساسانی در این ناحیه است.

## بلوک دشتستان
این ناحیه در زمان قاجاریه با عنوان بلوک دشتستان از گرمسیرات فارس، میانه جنوب و مغرب شیراز با طول ۳۷ فرسخ (از قریه کلر ناحیه گناوه تا قریه منقل ناحیه خورموج) و عرض ۱۸ فرسخ (از قریه رودفاریاب کوه گیسکان ناحیه برازجان تا قریه شیف ناحیه مضافت بوشهر) بوده‌است که از شرق به بلوک دشتی و از شمال به بلوک خشت و از غرب و جنوب به لیراوی و دریای فارس (خلیج فارس) منتهی می‌شده‌است.
بلوک دشتستان که حاکم‌نشین آن بندر بوشهر بوده‌است شامل ۱۴ ناحیه زیر بوده‌است: انگالی - اهرم - برازجان - تنگستان - حیاط داود - خورموج - دالکی - رودحله - زنگنه - زیراه - شبانکاره - گناوه - مضافات بوشهر - ریشهر
در بعضی منابع دشتستان بزرگ به بلوک دشتستان یا تمام استان بوشهر قلمداد می‌گردد.